# 鳌峰街道 (宣城市)
鳌峰街道，是中华人民共和国安徽省宣城市宣州区下辖的一个乡镇级行政单位。

## 行政区划
鳌峰街道下辖以下地区：
宝城社区、锦城社区、阳德社区、城南社区、绿锦社区和张锦社区。